# Второй лейтенант

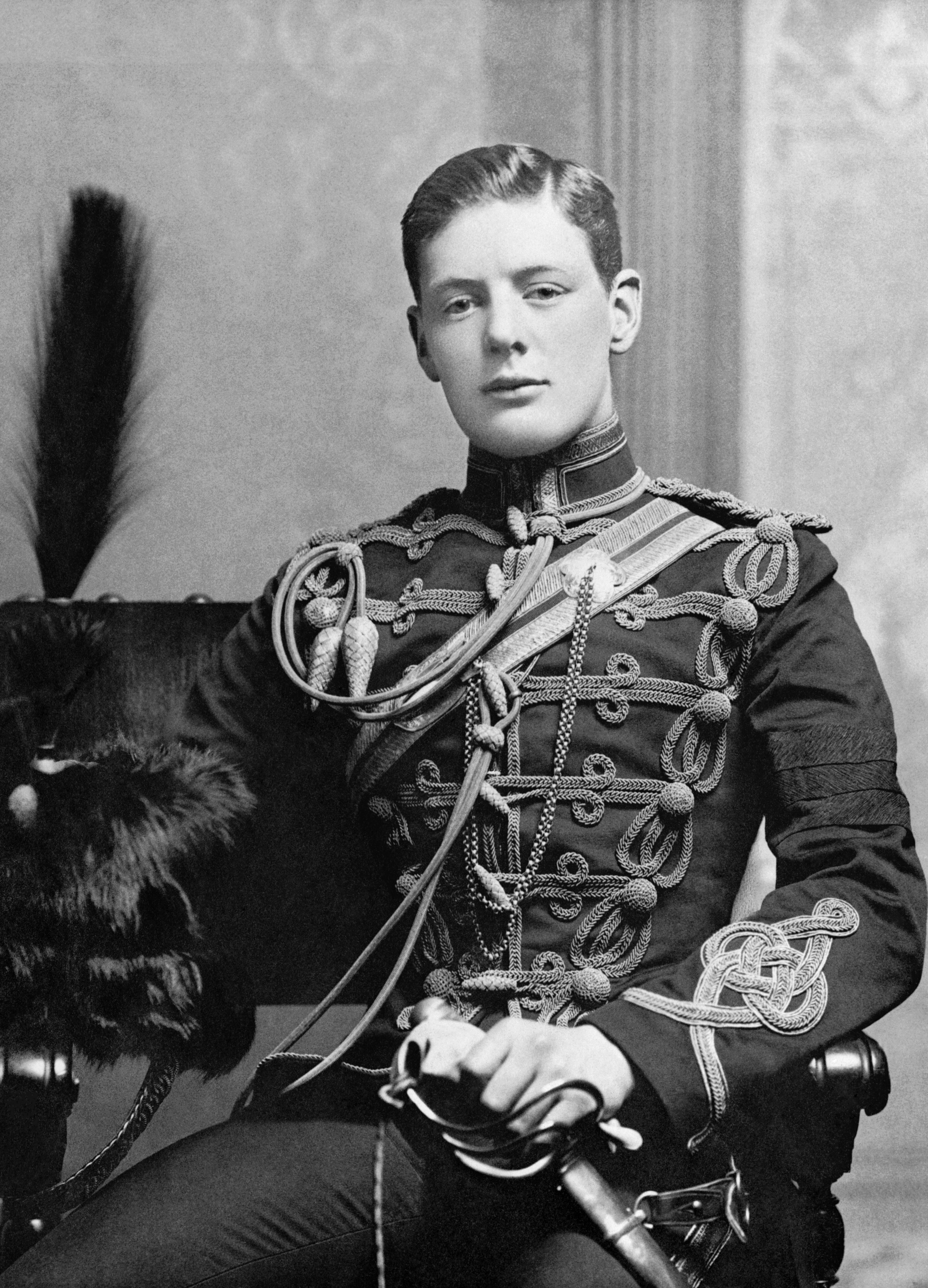
Секунд-лейтенант 4-го её королевского величества гусарского полка У. Черчилль, 1895 год.

Второ́й лейтена́нт (англ. Second lieutenant — Секунд-лейтенант) — воинское звание армий, авиаций и другого, в  США, Великобритании, государствах, входящих в Содружество наций, и в вооружённых силах некоторых других государств мира. 
Примерно соответствует воинскому званию младшего лейтенанта или лейтенанта Вооруженных сил России, подпоручика, прапорщика, корнета, хорунжего, мичмана Русских вооружённых сил и Войска польского, китайскому званию шао вэй (少尉), арабскому званию мулязима, и так далее. Является первичным офицерским званием и присваивается по окончании военного училища, курсов и так далее. Второй лейтенант обычно командует взводом.

## Австралия
Как и в Соединённом королевстве, звание второго лейтенанта заменило звание энсина и корнета в 1871 году. В 1986 году ранг второго лейтенанта был упразднён в австралийской регулярной армии.

## Канада
Эквивалентное звание в Королевском канадском военно-морском флоте — Acting sub-lieutenant.

## Индонезия
В Индонезии второй лейтенант известен как Letnan Dua (Letda). Является самым младшим офицерским званием в индонезийской армии. Кадеты, окончившие индонезийскую военную академию, удостаиваются этого звания как молодые офицеры.

## Израиль
В Армии обороны Израиля (ВС Израиля) данному званию с 1951 года эквивалентно звание Сеген Мишне (сокращённо — сагам). Как правило, это звание командира взвода. С 1948 года по 1951 год данному званию соответствовало звание, Сеген, которое с 1951 года стало эквивалентно старшему лейтенанту.

## Норвегия
В Норвегии званию второго лейтенанта соответствует фенрик. Это самое младшее звание для командующего офицера. Фенриками становятся, как правило, бывшие опытные сержанты, но, чтобы стать фенриком, нужно пройти соответствующее офицерское обучение и подготовку. Фенрики выполняют функцию заместителя командира во взводе. Большинство фенриков окончили военные академии и являются полностью подготовленными офицерами. Для того, чтобы претендовать на учёбу в военной академии, фенрики обязаны минимум 6 месяцев прослужить в международных миссиях, до или после окончания школы.

## Пакистан
В пакистанской армии действуют воинские звания британского образца. Второй лейтенант в пакистанской армии, как правило, производится в лейтенанты через 6 месяцев после ввода в строй.

## Знаки различия
Для данного звания применяются знаки различия, ниже представлены некоторые из них:
|                |           |                      |        |        | ru: Просьба за изготовлением и перемещеним картиу! |        |         |         |        | ru: Просьба за изготовлением и перемещеним картиу! |                               |                               |                                      |           |
| Leutnant ОФ-1б | Vänrikki  | младший лейтенант    |        |        |                                                    |        |         |         |        |                                                    | Second lieutenant армии ОФ-1б | Second lieutenant армии ОФ-1б | Second lieutenant армии конфедератов |           |
| Германия       | Финляндия | Российская Федерация | Канада | Греция | Индия                                              | Италия | Мексика | Румыния | Сербия | Британия                                           | Соединённые Штаты Америки     | Соединённые Штаты Америки     | Соединённые Штаты Америки            | Шри-Ланка |